# Hirschsprungova bolest
Hirschsprungova bolest ili kongenitalni aganglionarni megakolon je prirođena bolest probavnog sustava, koju karakterizira dio crijeva u čijoj stijenci se ne razviju submukozni (lat. plexus submucosus, Meissnerov splet) i mienterički (lat. plexus myentericus, Aurebachov splet) ganglijski splet - aganglionarni dio crijeva. Aganglionarni dio crijeva uzak je i kontrahiren, dok se dijelovi distalno prošireni kao posljedica opstrukcije. Opstrukcija može biti različitog stupnja. Aganglionaran dio crijeva može biti različite duljine i na različitom položaju, što utječe na manifestaciju bolesti, tj. na kliničku sliku. 
Bolest može proći bez izraženih simptoma ako je zahvaćen segment crijeva "ultrakratak", dok se kod većine djece simtpomi razviju u najranijoj životnoj dobi. Sama težina i tijek bolesti mogu varirati, od postupne do nagle pojave bolesti, te od blažih do za život opasnih stanja. Najčešće manifestacije su izmjena opstipacija i proljeva, te distenzija trbuha. Bolesnik može i povraćati.
Bolest je nazvana prema Harald Hirschsprungu, danskom liječniku koji ju je prvi opisao 1886.
Bolest se obično otkriva u novorođenačkoj ili dojenačkoj dobi, a liječi se kirurškim zahvatom, resekcijom aganglionarnog segmenta crijeva. 
Sumnja se postavlja kod novorođenčeta koje nakon 48h nije izbacilo mekonij, a dijagnoza se potvrđuje biopsijom stijenke crijeva gdje se ne nalaze ganglijske stanice.
|  | Molimo pročitajte upozorenje o korištenju medicinskih informacija. Ne provodite liječenje bez savjetovanja s liječnikom! |